# Caroline Dolehide
Caroline Dolehide (Hinsdale, 5 de septiembre de 1998) es una jugadora de tenis estadounidense.
Su mejor clasificación en la WTA fue la número 41 del mundo, que llegó el 2 de octubre de 2023. En dobles alcanzó número 12 del mundo, que llegó el 12 de agosto de 2024. Hasta la fecha, ha ganado dos títulos WTA en dobles además de seis individuales y nueve títulos de dobles en el ITF tour.
Ella hizo su debut en Grand Slam en el Torneo de Roland Garros 2018. Luego de pasar la clasificación.
Obtuvo la medalla de plata en los Juegos Panamericanos de 2019 en individual femenino, perdiendo la final con la argentina  Nadia Podoroska.

## Títulos WTA (2; 0+2)

### Individual (0)
| Leyenda              |
| -------------------- |
| Grand Slam (0)       |
| Juegos Olímpicos (0) |
| WTA Finals (0)       |
| WTA 1000 (0)         |
| WTA 500 (0)          |
| WTA 250 (0)          |

#### Finalista (2)
| N.º | Fecha                    | Torneos     | Superficie | Oponente en la final | Resultado |
| --- | ------------------------ | ----------- | ---------- | -------------------- | --------- |
| 1.  | 23 de septiembre de 2023 | Guadalajara | Dura       | María Sákkari        | 5-7, 3-6  |
| 2.  | 27 de octubre de 2024    | Guangzhou   | Dura       | Olga Danilović       | 3-6, 1-6  |

### Dobles (2)
| Leyenda                    |
| -------------------------- |
| Grand Slam (0)             |
| Juegos Olímpicos (0)       |
| WTA Tour Championships (0) |
| WTA 1000 (1)               |
| WTA 500 (0)                |
| WTA 250 (1)                |

| N.º | Fecha                | Torneos   | Superficie | Pareja           | Oponentes en la final             | Resultado           |
| --- | -------------------- | --------- | ---------- | ---------------- | --------------------------------- | ------------------- |
| 1.  | 20 de marzo de 2021  | Monterrey | Dura       | Asia Muhammad    | Heather Watson Saisai Zheng       | 6-2, 6-3            |
| 2.  | 12 de agosto de 2024 | Toronto   | Dura       | Desirae Krawczyk | Gabriela Dabrowski Erin Routliffe | 7-6(2), 3-6, [10-7] |

#### Finalista (6)
| N.º | Fecha                 | Torneos    | Superficie            | Pareja           | Oponentes en la final             | Resultado           |
| --- | --------------------- | ---------- | --------------------- | ---------------- | --------------------------------- | ------------------- |
| 1.  | 13 de junio de 2021   | Nottingham | Hierba                | Storm Sanders    | Lyudmyla Kichenok Makoto Ninomiya | 4-6, 7-6(3), [8-10] |
| 2.  | 3 de octubre de 2021  | Chicago II | Dura                  | Coco Vandeweghe  | Květa Peschke Andrea Petković     | 3-6, 1-6            |
| 3.  | 12 de junio de 2022   | Nottingham | Hierba                | Monica Niculescu | Beatriz Haddad Maia Shuai Zhang   | 6-7(2), 3-6         |
| 4.  | 17 de febrero de 2024 | Catar      | Dura                  | Desirae Krawczyk | Demi Schuurs Luisa Stefani        | 4-6, 2-6            |
| 5.  | 6 de abril de 2025    | Charleston | Tierra batida (verde) | Desirae Krawczyk | Jeļena Ostapenko Erin Routliffe   | 4-6, 2-6            |
| 6.  | 26 de julio de 2025   | Washington | Dura                  | Sofia Kenin      | Taylor Townsend Shuai Zhang       | 1-6, 1-6            |